# Brachypsectra vivafosile
Brachypsectra vivafosile is een keversoort uit de familie Brachypsectridae. De wetenschappelijke naam van de soort is voor het eerst geldig gepubliceerd in 2004 door Woodruff.